# Mikroregion Drahanská vrchovina
Mikroregion Drahanská vrchovina je svazek obcí v okresu Vyškov, jeho sídlem je Luleč a jeho cílem je spolupráce obcí při rozvoji regionu obecně (tzn. oblasti školství, soc. péče, zdravotnictví atd.), dále v oblasti cestovního ruchu, péče o životní prostředí, zabezpečování čistoty obcí (např. odvoz komunálních odpadů, budování čističek odpadních vod, atd.). Sdružuje celkem 12 obcí a byl založen v roce 2001. Svazek obcí Drahanské vrchoviny vstoupil dne 22. června 2006 do Národní sítě zdravých měst.

## Obce sdružené v mikroregionu
- Drnovice
- Habrovany
- Ježkovice
- Krásensko
- Luleč
- Nemojany
- Olšany
- Podomí
- Račice-Pístovice
- Ruprechtov
- Studnice
- Nové Sady